# Fattore di crescita trasformante alfa
Il fattore di crescita trasformante alfa (TGF-α, Transforming growth factor alpha in inglese) è un fattore di crescita prodotto dai macrofagi, dalle cellule cerebrali e dai cheratinociti. Tale fattore di crescita risulta iperespresso in alcune neoplasie umane.
Il TGF-α provoca lo sviluppo dell'epitelio ed è strettamente legato al fattore di crescita epidermale (EGF). Si può legare al recettore del fattore di crescita epidermale (EGFR) con effetti simili. Stimola anche la proliferazione delle cellule neuronali nel cervello adulto leso.
Il TGF-α è stato citato nel rapporto al Congresso degli Stati Uniti dei National Institutes of Health sulle cellule staminali del 2001 come una dimostrazione promettente dell'abilità delle cellule staminali adulte di ripristinare la funzionalità nelle malattie neurodegenerative.

## Interazioni
È stato dimostrato che il fattore di crescita trasformante alfa interagisce con GORASP1 e GORASP2.